# نور (موشک)
نور یک موشک کروز دوربرد ضد کشتی است که توسط ایران تولید شده‌است. کاربر اصلی این موشک نیروی دریایی ایران است. این موشک مهندسی معکوس یک موشک ضد کشتی چینی به نام سی-۸۰۲ یا وای جی-۸۳ است.

## تاریخچه

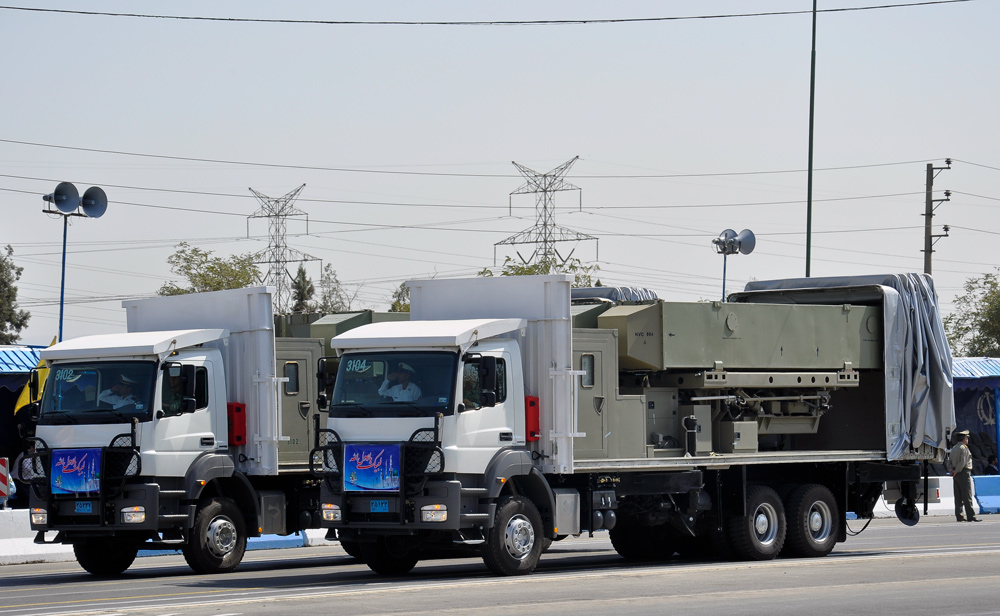
کشنده برپاگر پرتابگر (TELs) برای موشک نور/قادر. این کشنده برپاگر پرتابگر می‌تواند بلافاصله به عنوان کامیون غیرنظامی تغییر وضعیت دهد.

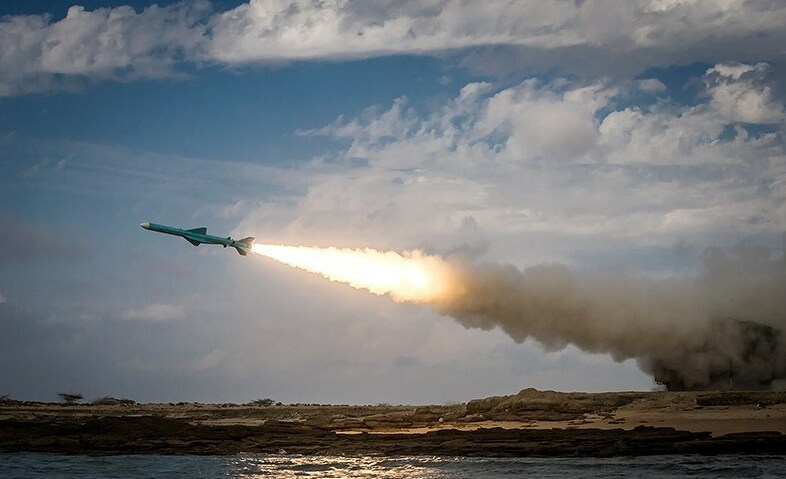

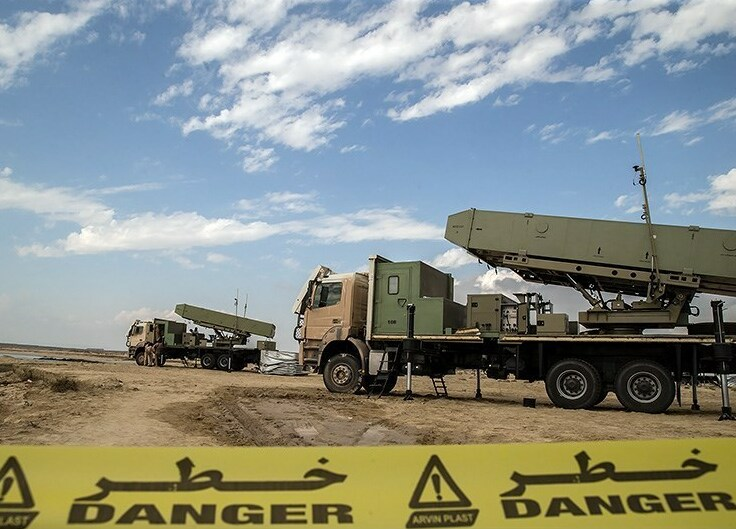

ایران اولین مشتری صادراتی موشک‌های چینی سی-۸۰۲ بود. قرارداد فروش این موشک به ایران در سال ۱۹۹۵ امضا شد اما به دلیل فشارهای ایالات متحده پس از تحویل ۶۰ موشک به ایران قرارداد فسخ شد. پس از لغو قرارداد، ایران برنامه ای را برای مهندسی معکوس موشک سی-۸۰۲ آغاز کرد.
زمان پایان این برنامه مشخص نیست، اما در سال ۲۰۰۰ و اوایل سال ۲۰۰۱، ایران موشک ارتقاء داه شده سی-۸۰۲ را در طول رزمایش وحدت-۷۹ آزمایش کرد. مقامات رسمی اعلام کردند که برد موشک از ۳۰ به ۱۳۰ کیلومتر (۱۹ مایل به ۸۱ مایل) افزایش یافته‌است.
در موشک، موتور طلوع-۴ به کار رفته‌است، که این موتور نسخه ایرانی موتور فرانسوی میکروتوربو TRI 60 است.
در ژانویه ۲۰۰۴، ایران اعلام کرد که ساخت رادار مونو پالس DM-3B را برای موشک نور آغاز کرده‌است.به گفته مقامات ایرانی، DM-3B یک رادار فعال میلی موجی است که در مرحله آخر پرواز موشک برای یافتن هدف و مورد اصابت دادن آن استفاده می‌شود. به دلیل فرکانس رادار، ایجاد اختلال بر روی رادار که در داخل دماغه موشک قرار دارد، بسیار سخت است.
در سال ۲۰۰۶ اعلام شد که برد موشک به ۱۷۰ کیلومتر (۱۱۰ مایل) افزایش یافته‌است.
در سال ۲۰۱۱، نوع دیگری از این موشک با نام قادر و با برد ۲۰۰ کیلومتر (۱۲۰ مایل) و توانایی حمله به اهداف ساحلی توسط ایران رونمایی شد. ویدئویی از موشک قادر که در حال هدف قرار دادن اهداف ساحلی بود توسط رسانه‌های ایرانی منتشر شد.
در اوایل سال ۲۰۱۲ و در طول رزمایش ولایت-۹۰، یک موشک نور آزمایش شد که در بخش سیستم‌های ضد راداری، تعقیب هدف، کنترل و ضد جنگال (جنگ الکترونیک) ارتقا یافته‌است. یک موشک قادر نیز در این رزمایش مورد آزمایش قرار گرفت.

## انواع
- نور اصلی: موشک اولیه مهندسی معکوس شده با برد ۳۰ کیلومتر (۱۹ مایل).
- نور فاز ۲: نسخه بهبود یافته با برد ۱۳۰ کیلومتر (۸۱ مایل).
- نور فاز ۳: افزایش برد تا ۱۷۰ کیلومتر (۱۱۰ مایل).
- قادر: یک نسخه ارتقاء یافته با برد ۳۰۰ کیلومتر (۱۹۰ مایل).
- نسخه صادراتی نور: نسخه A با برد ۱۲۰ کیلومتر (۷۵ مایل).[۱۴]

## کاربران
- ایران

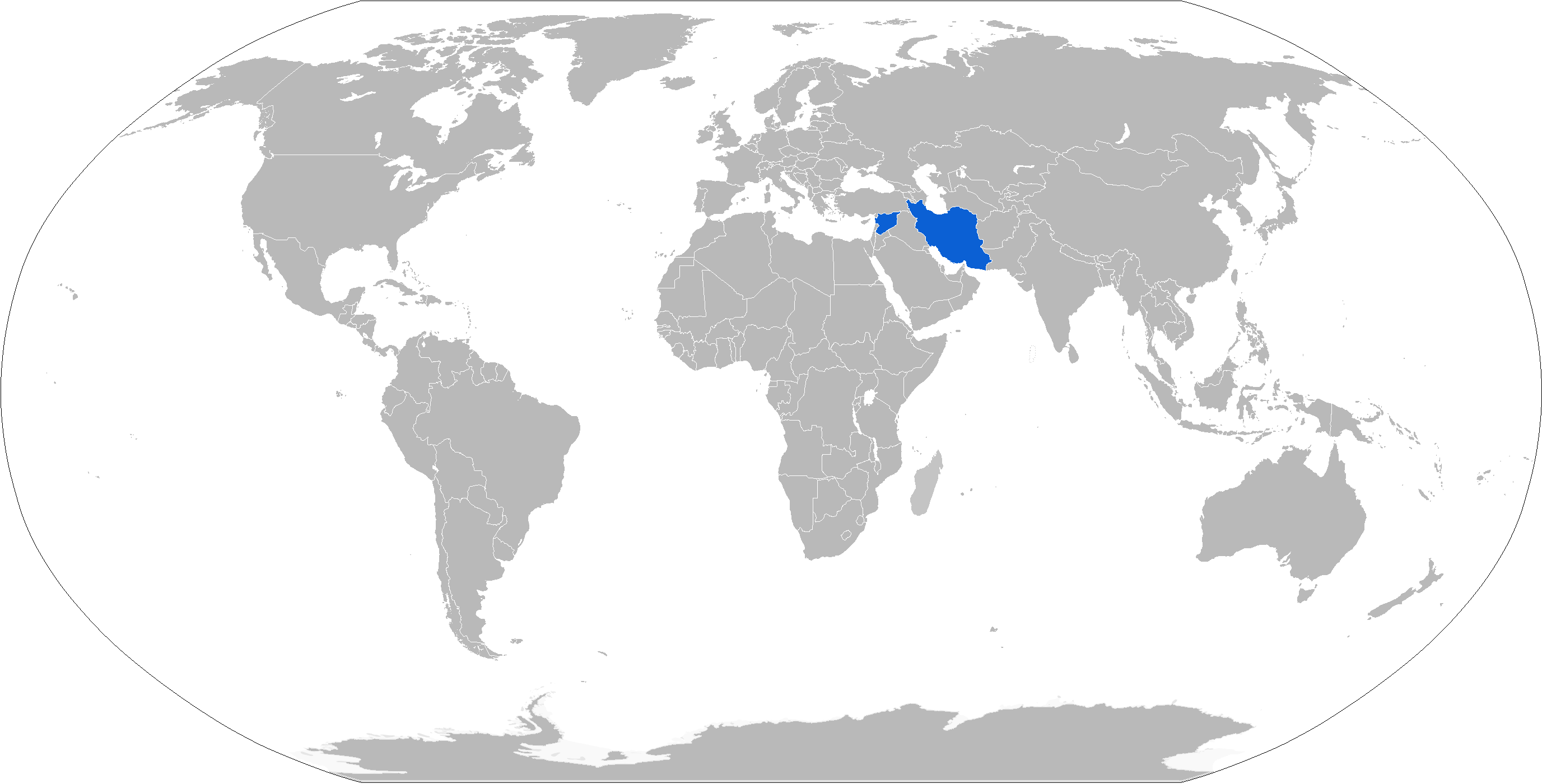
کاربران موشک نور (آبی)

- سوریه - در سال ۲۰۰۶، ۲۵ عدد به همراه ۶ شناور تندرو تهاجمی تیر۲ (IPS-18) سفارش داده شد. ۱۰ عدد بین سال‌های ۲۰۰۹ و ۲۰۱۰ تحویل داده شدند.[۱۵]
- انصارالله[۱]